# شهرستان گالاتسی
شهرستان گالاتسی (به لاتین: Galați County) یک județ در رومانی است که در رومانی واقع شده‌است.

## خصوصیات
شهرستان گالاتسی ۴٬۴۶۶ کیلومترمربع مساحت و ۵۳۶٬۱۶۷ نفر جمعیت دارد.

## خواهرخوانده
شهر استان اسکولی پیچنو خواهرخواندهٔ شهرستان گالاتسی هست.